# Aljaksandr Syrej
Aljaksandr Syrej (belarussisch Аляксандр Сырей, russisch Александр Сырей/Alexander Syrei; * 26. August 1988 in Hrodna, Weißrussische SSR) ist ein belarussischer Eishockeyspieler, der seit 2010 beim HK Chimwolokno Mahiljou in der belarussischen Extraliga unter Vertrag steht.

## Karriere
Aljaksandr Syrej begann seine Karriere als Eishockeyspieler im Nachwuchsbereich des HK Homel, für dessen zweite Mannschaft er von 2003 bis 2006 sowohl in der Division B der East European Hockey League, als auch der zweiten belarussischen Eishockeyliga aktiv war. Am Ende der Saison 2005/06 gab der Verteidiger sein Debüt im professionellen Eishockey für Homel, als er in einem Spiel für seinen Club in der belarussischen Extraliga auf dem Eis stand. Nachdem er die Saison 2006/07 bei Homels Ligarivalen HK Brest begonnen hatte, kehrte er zum HK Homel zurück, für den er in den folgenden eineinhalb Spielzeiten parallel in der zweiten Spielklasse und der Extraliga zum Einsatz kam.
Die Saison 2008/09 verbrachte Syrej in seiner Heimatstadt beim HK Njoman Hrodna. Anschließend wechselte er zum neu gegründeten HK Schachzjor Salihorsk. Seit der Saison 2010/11 spielt er für den HK Chimwolokno Mahiljou in der Extraliga.

### International
Für Belarus nahm Syrej an der U18-Junioren-B-Weltmeisterschaft 2005 sowie den U18-Junioren-Weltmeisterschaften 2004 und 2006 teil. Des Weiteren stand er im Aufgebot Belarus’ bei der U20-Junioren-Weltmeisterschaft 2007.

## Erfolge und Auszeichnungen
- 2005 Aufstieg in die Top Division bei der U18-Junioren-Weltmeisterschaft der Division I
- 2016 Belarussischer Meister mit dem HK Junost Minsk